# San Juan de Dios (Metro de Lima y Callao)
San Juan de Dios es la decimonovena estación actualmente en construcción de la línea 2 del Metro de Lima y Callao, en Perú. Será construida de manera subterránea en los distritos de San Luis y Ate. Se tiene previsto su inauguración general en 2026. El nombre proviene del Hogar Clínica San Juan de Dios, ubicado cerca de la estación.
El 15 de julio de 2021, se inició los trabajos de perforación con la tuneladora ‘Delia’ con su encendido en la estación San Juan de Dios con dirección al Callao. La tuneladora denominada ‘Delia’, en homenaje a Delia Tasaico del Pino, tiene una longitud alrededor de 120 metros y su rueda de corte mide 10.27 metros de diámetro, asimismo tiene la función de perforación y colocación de dovelas.
En abril de 2024, se informó que las obras civiles de la estación tiene un avance de 90%. En septiembre de 2024, se informó que tiene un avance en obras civiles de 94% 
Estará ubicada en el cruce de las avenidas Nicolás Ayllón y Nicolás Arriola.